# Arsenal Stadion
Az Arsenal Stadion (angolul: Arsenal Stadium) az angol Arsenal FC labdarúgócsapat Észak-Londonban, Highburyben található stadionja és otthona volt 1913-tól 2006-ig, a stadion bezárásáig. A stadion elhelyezkedéséből kifolyólag Highburyként, továbbá a kluból kapott The Home of Football becenéven is ismert.

## Története
Az Arsenal FC egykori stadionja, a Highbury 1913-tól 2006-ig volt a klub otthona. A csapat ebben az időben váltott nevet is, mivel a klub az anyagi csőd szélére került. Woolwich-ról Arsenalra keresztelték a csapatot, ennek egyik oka az volt, hogy a stadiont egy régi lőszerraktár helyére építették. A költözés előtt viszont volt egy kis gond. A Woolwich Arsenal kiesett a bajnokságból. Az új pályát egy gimnázium mellé építették, amit a második világháborúban lebombáztak. Az Arsenal 21 évig húszezer fontot fizetett a pálya területének a használatáért.
Rengeteg halasztás után végül is, a már Arsenal néven futó, csapat lejátszhatta első mérkőzését a Highbury-ben. A stadiont Archibald Leitch tervezte, aki olyan klubok stadionjaiban volt tervező, mint a Manchester United FC, Liverpool FC, Chelsea FC, Everton FC, Glasgow Rangers, sőt még az ősi ellenség Tottenham Hotspur FC stadion tervezésében is részt vett. A főépület az East Stand, amely már ekkor is 9000 férőhelyes volt és teraszokkal volt felszerelve.
Az első mérkőzést az Arsenal 2-1-re nyerte meg ebben a stadionban a Leicter Fosse ellen 1913. szeptember 6-án. Ekkor a pálya még nem volt teljesen kész, de mivel a bajnokság folytatódott a világháború alatt is ezért nem volt idő várni. 1920-ban a csapat kivívta első nemzetközi szereplését.
A mostani West Stand-et Claude Waterlow Ferrier tervezte meg, és 1932 decemberében nyílt meg. 4000 ülő és 17000 állóhely tartalmazott és a két rész együttesen 50000 fontba került. Az 1930-as években a stadiont átnevezték Arsenal Stadium-ra, majd 1936 októberében megnyílt a harmadik lelátó is, az East Stand.
Az East Stand adott otthont a klubhelyiségeknek, irodáknak és egy gyönyörű bronz szobornak, amely Hebert Chapman-t ábrázolta. Chapman az Arsenal egyik leghíresebb edzője volt, míg sajnos 1934-ben hirtelen halállal elhunyt. A második világháborúban a stadion elsősegély-központként funkcionált. A második világháborúban a North Bank lelátó tetejét lebombázták és csak 1956-ban építették újjá. 1951-ben világítást kapott a pálya. A West Stand új ülésekkel lett gazdagabb 1969-ben.
A stadion déli vége egy edző pálya volt. Ezt az 1990-es években fedett edzőközponttá alakították át. A Clock End 1989-ben készült el teljes egészében és főként irodák kaptak benne helyet. Ezután az egész stadiont ülőhelyesre formálták. Az új 12,000 férőhelyes North Bank 1993-ra készült el, ami már kétszintes volt. Az idők során megjelent két óriás kivetítő a stadionban, amely két átlós sarokba került.
2006. május 7-én volt az utolsó mérkőzés a stadionban, melyet a Wigan Athletic FC ellen 4-2-re nyert az Arsenal. Ezzel a győzelemmel kiharcolta a Bajnokok Ligája selejtezőjében való indulást. Thierry Henry szerezte az utolsó gólt.